# Дірк Мадж
Дірк Фредерік Мадж (афр. Dirk Frederik Mudge; 16 січня 1928, Очиваронго, Намібія — 26 серпня 2020) — намібійський та південноафриканський політик, африканерський націоналіст. Депутат парламенту ПАР в період апартеїду. Політичний лідер намібійської білої громади. У 1980—1983 роках — глава уряду Південно-Західної Африки. Засновник Республіканської партії, голова Демократичного альянсу Турнхалле. У незалежній Намібії — міністр фінансів у 1989-1993 роках, засновник медіа-холдингу, політичний і громадський діяч.

## ФермерПЗА, політикПАР
Дірк Мадж народився у 1928 року в родині фермера-африканера. У 1947 році закінчив Стелленбоський університет за комерційною спеціальністю. Працював бухгалтером у Віндгуку. У 1950-х роках займався розведенням великої рогатої худоби.
Сімейство Мадж дотримувалося ідеології африканерського націоналізму, виступало за збереження мандата ПАС/ПАР на управління Південно-Західною Африкою (ПЗА) і систему апартеїду. У 1955 році Дірк Мадж вступив до Національної партії. У 1961 році був обраний до парламенту ПАР як один з семи представників ПЗА.
З 1965 по 1977 роки Дірк Мадж займав в окупованій Південно-західній Африці важливі адміністративні посади. Цей період в основному збігся з прем'єрством в ПАР Балтазара Йоханнеса Форстера.

## Глава намібійської адміністрації
З 1969 року африканський ліворадикальний повстанський рух СВАПО вів партизанську війну за незалежність Намібії. У 1975—1977 роках уряд Форстера організувало у Віндгуку конституційну нараду. За її результатами було узгоджено спільний документ про тимчасове управління і створено Демократичний альянс Турнхалле (DTA) — коаліція намібійських організацій, згодних на партнерство з урядом ПАР.
Президентом DTA став племінний вождь гереро Клеменс Капууо, головою і фактичним керівником — Дірк Мадж. Між Капууо і Маджем існував давні політичні відносини. Тоді ж, у 1977 році, Мадж заснував і очолив Республіканську партію (RP) консервативних білих намібійців, яка приєдналася до DTA. В 1978 році в ПЗА були проведені вибори, перемогу на яких здобув DTA.
1 липня 1980 року Дірк Мадж очолив уряд ПЗА. Він керував військово-політичним протистоянням СВАПО і активно проводив у життя концепцію Намібії як конфедерації бантустанів під контролем ПАР.

Ми не хочемо уряду СВАПО. І ми зробимо все можливе, щоб ускладнити СВАПО прихід до влади.
Дірк Мадж

Згодом Дірк Мадж висловлював співчуття у зв'язку з неучастю СВАПО в конституційному процесі. У той же час він підкреслював, що тільки опір СВАПО, що не дозволило «просто поставити свій прапор і захопити країну» дозволило перейти до демократії в незалежній Намібії. Систему апартеїду Мадж виправдовував тим, що «права людини так чи інакше порушувалися по всьому світу». Свою політику обґрунтовував завданнями антикомуністичного протистояння.
Конституційний процес, вибори у 1978 році і уряд Маджа не отримали міжнародного визнання. ООН проголосила СВАПО «єдиним законним представником народу Намібії». Тео-Бен Гуріраб, представник СВАПО при ООН, називав Дірка Маджа «хитрим расистом» і «безсумнівним майбутнім наглядачем над „внутрішніми керівниками“». Тривала партизанська війна та контрповстанські операції, становище в країні залишалося вкрай напруженим. Характерно, що в 1978 і 1983 роках загинули два президента DTA — Клеменс Капууо і його наступник Корнеліус Нджоба.
Уряд Дірка Маджа подав у відставку в 1983 році. У тому ж році Мадж взяв участь у багатопартійній конференції як представник DTA. З 1986 року він обіймав пост міністра фінансів в «Перехідному уряді національної єдності», будучи його фактичним главою.
До кінця 1980-х стало очевидним, що намібійське врегулювання і перехід до незалежності буде проходити за участі СВАПО. У листопаді 1989 року Дірк Мадж заснував медіа-холдинг DMTN, організував агітацію проти СВАПО на виборах 1989 року. У систему DMTH був включений і друкований орган RP газета Republikein, що виходить мовою африкаанс. Згодом DMTN перетворився на DMH, велику медіа-корпорацію, яка існує й донині.

## У незалежній Намібії
На виборах 1989 року Дірк Мадж був обраний депутатом від DTA. Проте в цілому перемогу здобула СВАПО. Незважаючи на протести ліворадикалів, лідер СВАПО президент Сем Нуйома призначив Дірка Маджа міністром фінансів в першому уряді незалежної Намібії. Вважається, що цим кроком Нуйома демонстрував білій громаді готовність до примирення і співпраці.

Мені часто доводилося сперечатися, але я радий, що у мене багато друзів серед співвітчизників незалежно від кольору шкіри.
Дірк Мадж

Членом уряду Намібії Дірк Мадж залишався до 1993 року. Після відставки зайнявся сільським господарством на фермі в Калькфельді. Займається також благодійністю і громадською діяльністю. До 2008 року був головою ради директорів медіа-холдингу DMH.
Дірк Мадж залишається авторитетною фігурою в країні, особливо в білій громаді. Формально не займаючи політичних постів, він вважається одним з лідерів Республіканської партії — поряд зі своїм сином Хенком Маджем і офіційним (з 2011 року) президентом партії Кларою Говасес.

У липні 2014 року Дірк Мадж виступав на партійному з'їзді:

Давайте, де можемо, допомагати уряду і утримуватися від огульної критики… Нашу конституцію не можна розглядати як договір між ворогами. Давайте спробуємо побудувати єдину націю, яка називається — Намібія.
Расові та етнічні відмінності залишаться завжди. Я не можу назвати себе чорним або ошивамбо. Я білий і африканер. Але не дозволимо расам і етносам розділяти нас. Ми насамперед намібійці.

У травні 2015 року 87-річний Дірк Мадж презентував у Віндгуку автобіографію.

## Родина
З 1950 року Дірк Мадж був одружений зі Стіні Мадж — однодумницею й політичною соратницею. У шлюбі у подружжя народилося п'ятьох дітей, шістнадцять онуків і двадцять один правнук.
87-річна Стіні Мадж померла в грудні 2017 року. Офіційні співчуття у зв'язку з її смертю висловив президент Намібії Хаге Гейнгоб.
Хенк Мадж, син Дірка Маджа — великий намібійської політик, наступник батька в керівництві Республіканської партії.